# Faridoddin Attar

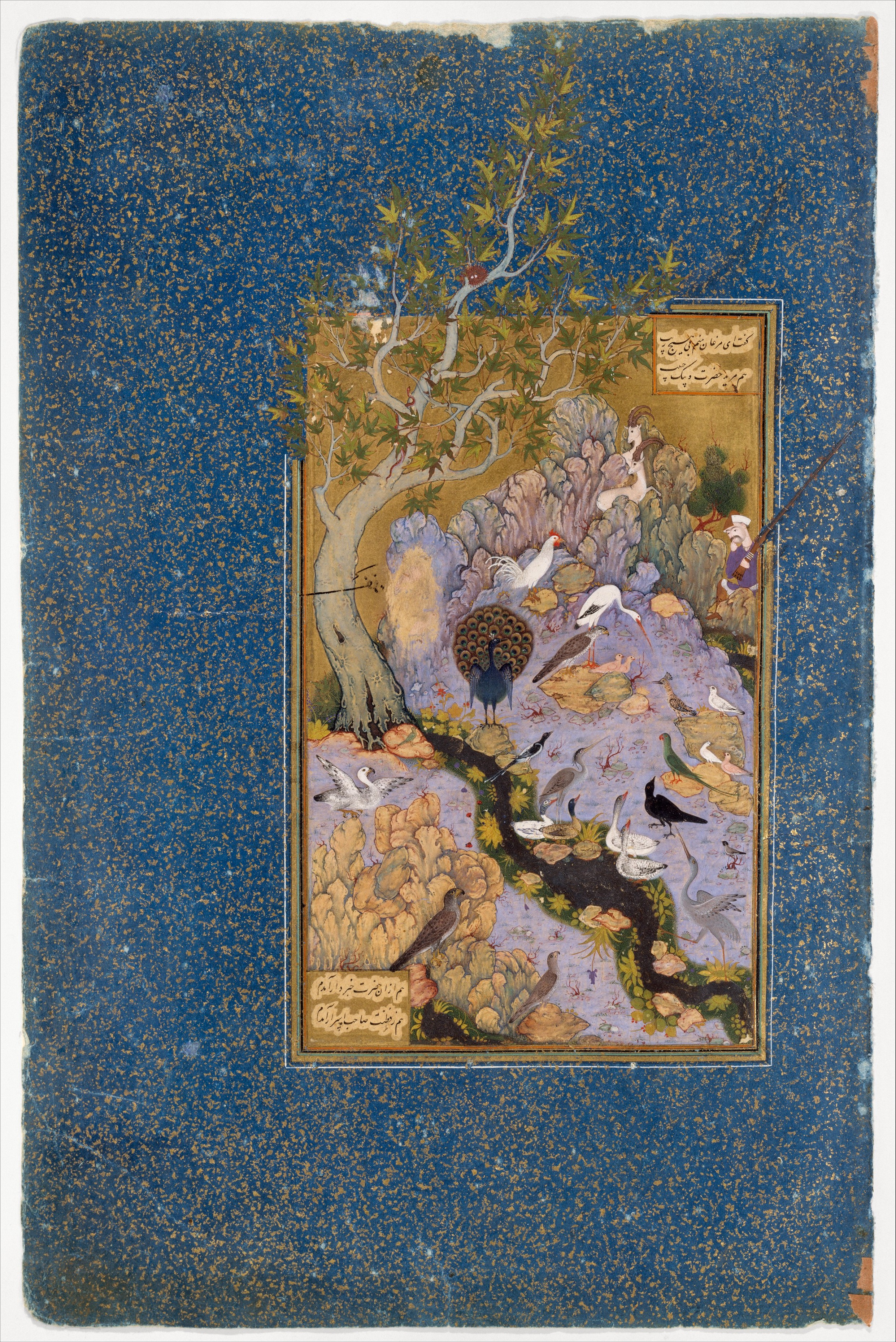
Zebranie ptaków - ilustracja rękopisu Mantigh ot-tajr Attara znajdującego się w zbiorach Metropolitan Museum of Art, namalowana przez Habibollaha Sawadżiego w Isfahanie, ok. 1600

Faridoddin Attar, pers. فریدالدین عطار (właściwie: Abu Hamed Mohammad-e Abi Bakr Ebrahim), ur. ok. 1145 - zm. w kwietniu 1221 w Niszapurze – perski poeta suficki.
Jego przydomek Attar oznacza "aptekarza", który to zawód odziedziczył po swoim ojcu. Z jego poezji wiemy, że Attar utrzymywał się z niego przez całe swoje życie, co pozwoliło mu kpić z dworskich poetów. Poza tym wiarygodne wiadomości na jego temat są skąpe, ponieważ spośród mu współczesnych wspominają go jedynie Aufi i Tusi, przy czym ten ostatni miał odwiedzić go w ostatnich latach jego życia. Panuje jednak zgoda co do tego, że Attar żył w Niszapurze, miał zaś zginąć podczas zdobycia tego miasta przez Mongołów w kwietniu 1221. Zgodnie z późniejszą biograficzną legendą miał żyć 114 lat księżycowych, co jednak należy uznać za wyłącznie pobożną tradycję, gdyż liczba ta odpowiada liczbie sur Koranu. Ponieważ Tusi wspomina o Attarze jako o człowieku w podeszłym wieku, przyjmuje się, iż urodził się prawdopodobnie ok. 1145 roku. Attar za swojego życia był poetą raczej nieznanym poza Niszapurem i jego twórczość została powszechnie doceniona dopiero w XV wieku. To wtedy na fali zainteresowania jego osobą jego biografia zaczęła obrastać w kolejne mityczne elementy, w szczególności dotyczące jego relacji ze współczesnymi mu sufickimi mistrzami, które jednak nie mają żadnego potwierdzenia w wiarygodnych źródłach. Na podstawie zachowanych świadectw nie da się stwierdzić formalnego powiązania Attara z jakimkolwiek tarikatem, stąd z tego ściśle legalistycznego punktu widzenia nie można uznać go za sufiego, chociaż nie ulega wątpliwości, iż od dziecka, zachęcany do tego przez swojego ojca, był zainteresowany sufizmem i uważał sufich za swoich duchowych przewodników.
Attar był niezwykle płodnym autorem. Pod jego nazwiskiem dotarło do nas sześćdziesiąt sześć dzieł, jednak bardzo trudno ocenić autentyczność niektórych z nich. Nawet jednak jeśli uznamy, że Attar był rzeczywistym autorem jedynie sześciu niewątpliwie autentycznych masnawi (Chosraunama, Asrarnama, Mantigh ot-tajr, Musibatnama, Ilahinama), dywanu poezji lirycznej, zbioru rubajjatów zatytułowanego Muchtarnama i mało istotnego Pandnama, to nadal mamy do czynienia z imponującą liczbą około czterdziestu pięciu tysięcy napisanych wersów. Poza poezją Attar pozostawił po sobie także napisane znakomitą, bezpośrednią prozą Tazkirat-al-aulija, ważne dzieło zawierające biografie sufich. Jego dywan poezji zawiera niemal wyłącznie ghazale i niewielką liczbę kasyd, dla których wzorcem w pewnym stopniu była twórczość Sana'iego. Najsłynniejszym dziełem Attara jest masnawi Mantigh ot-tajr (Rozmowa ptaków), opowieść o poszukiwaniu przez ptaki ich króla, Simurgha. Po pokonaniu wielu trudności do celu dociera jedynie trzydzieści ptaków (persk. si murgh), które w Simurghu odkrywają samych siebie. Przez cały poemat przewija się główny temat poezji Attara, zaczerpnięty z ówczesnego sufizmu - identyczność człowieka i Boga, do której ten pierwszy może jednak dotrzeć jedynie wtedy, gdy porzuci ziemskie przywiązania.